# 薇拉·科巴利婭
薇拉·科巴利婭（1981年08月24日—），喬治亞政治人物，前喬治亞經濟和穩定發展部部長。

## 生平
科巴利婭出生於喬治亞蘇呼米。2004年在加拿大英屬哥倫比亞理工學院取得工商管理及資訊科技學士學位。科巴利婭在2008年回喬治亞，設立正義聯盟非營利組織，致力於保護喬治亞難民的權利。2010年被任命為喬治亞經濟和穩定發展部部長，也在隨後成為喬治亞綠色經濟的發起人之一。